# (4696) Arpigny
(4696) Arpigny est un astéroïde de la ceinture principale.

## Description
(4696) Arpigny est un astéroïde de la ceinture principale. Il fut découvert le 15 octobre 1985 à la station Anderson Mesa par Edward L. G. Bowell. Il présente une orbite caractérisée par un demi-grand axe de 2,85 UA, une excentricité de 0,06 et une inclinaison de 1,9° par rapport à l'écliptique.

## Compléments